# 新发屯街道
新发屯街道，是中华人民共和国辽宁省阜新市新邱区下辖的一个乡镇级行政单位。

## 行政区划
新发屯街道下辖以下地区：
新发社区、海新社区、繁荣社区、益民社区、育源社区、荷花社区。